# Fläskön
Fläskön eller på mål Fläskö är en ö i Tanums kommuns södra skärgård, Bohuslän, Västra Götalands län. Ön ligger drygt 3 km västersydväst om Fjällbacka och drygt 125 m väster om Dyngön och 250 m öster om Gluppö. 
På Fläsköns södra del, i en sänka som kallas Kungsbacken, finns ett tiotal cirklar av stora stenblock. Länge stod man undrande för varför dessa stencirklar skapats, Numera tror man att det är så kallade ’’tomtningar’’, gamla "hus"-grunder, som övertäckta med segel lagda över master och åror använts för övernattning under tillfälliga övernattningar i samband med fiske. Just här på Fläskö har vid utgrävning hittats ett hanseatiskt mynt från 1537.
På Fläskön byggde Leon Larsson under senare delen av 1800-talet upp ett rederi bestående av stora oceangående segelfartyg. I diskussioner om konkurrensen från ångfartygen menade Leon: de skedene å dyre kôlet kan aldri konkurrere ud sejekraften, som kommer te ôss gratis. Leon Larsson fick inte rätt; segelflottan fick han sälja under konkurshot, men kanske Leon fick rätt till slut, nu när även oljan börjar bli alltför dyr och miljöpåverkande. Leons hus finns fortfarande kvar på Fläskö och ägs fortfarande av släkten. Idag är Fläskö befolkad endast under sommarhalvåret.
Fläskö utgör den kända naturliga seglarhamnen Gluppöbassängens östra avgränsning.
Fjällbacka skärgårds post- och passagerarbåt, som ingår i Västtrafiks linjenät, trafikerar ön sommartid.

## Etymologi
Fles är det fornvästnordiska ordet för skär (ö). Senare har fles blivit fläsk. 